# Joseph-Henri de Saur
Joseph-Henri, vicomte de Saur (vers 1780 - Paris, 3 août 1849) est un auteur dramatique et traducteur français.

## Biographie
Maître des requêtes au Conseil d’État et comte d'Empire, on lui doit des traductions de l'allemand en français et des pièces de théâtre qui ont été représentées, entre autres, au Théâtre de l'Odéon et au Théâtre de la Porte-Saint-Martin.
Il est connu surtout pour avoir publié en 1821 une traduction française de la version allemande du Neveu de Rameau, que Goethe avait fait paraître en 1805.

## Œuvres
- La Pupille, comédie en 5 actes et en vers, 1818
- Philistis, reine de Syracuse, tragédie en 5 actes, 1821
- Les Aveux singuliers, ou le Mariage nul, comédie en 1 acte et en prose, 1824
- Le Sacrifice interrompu, opéra en 3 actes et en vers, avec Saint-Geniès, 1824
- La Fiancée du roi de Garbe, ballet, 1824
- Les Aventures de Faust et sa descente aux Enfers, avec Léonce de Saint-Geniès, 3 vol, adaptation du roman de Friedrich Maximilian Klinger, 1825